# Doussay

Doussay este o comună în departamentul Vienne, Franța. În 2009 avea o populație de 611 de locuitori.